# Gen Šodži
Gen Šodži (japonsko 昌子 源), japonski nogometaš, * 11. december 1992.
Za japonsko reprezentanco je odigral 20 uradnih tekem.